# Grande Prêmio da Itália de Motovelocidade
O Grande Prêmio da Itália de MotoGP é um evento motociclístico que faz parte do mundial de MotoGP..

## Vencedores do Grande Prêmio da Itália
| Ano  | Pista   | MotoE                                           | Moto3          | Moto2        | MotoGP            |
| ---- | ------- | ----------------------------------------------- | -------------- | ------------ | ----------------- |
| 2024 | Mugello | Mattia Casadei Cor. 1 Kevin Zannoni Cor. 2      | David Alonso   | Joe Roberts  | Francesco Bagnaia |
| 2023 | Mugello | Andrea Mantovani Cor. 1 Eric Granado Cor. 2     | Daniel Holgado | Pedro Acosta | Francesco Bagnaia |
| 2022 | Mugello | Dominique Aegerter Cor. 1 Matteo Ferrari Cor. 2 | Sergio García  | Pedro Acosta | Francesco Bagnaia |

| Ano  | Pista   | Moto3                                   | Moto2                                   | MotoGP                                  | Resumo                                  |
| ---- | ------- | --------------------------------------- | --------------------------------------- | --------------------------------------- | --------------------------------------- |
| 2021 | Mugello | Dennis Foggia                           | Remy Gardner                            | Fabio Quartararo                        | Detalhes                                |
| 2020 | Mugello | Cancelado devido à pandemia de COVID-19 | Cancelado devido à pandemia de COVID-19 | Cancelado devido à pandemia de COVID-19 | Cancelado devido à pandemia de COVID-19 |
| 2019 | Mugello | Tony Arbolino                           | Álex Márquez                            | Danilo Petrucci                         | Detalhes                                |
| 2018 | Mugello | Jorge Martín                            | Miguel Oliveira                         | Jorge Lorenzo                           | Detalhes                                |
| 2017 | Mugello | Andrea Migno                            | Mattia Pasini                           | Andrea Dovizioso                        | Detalhes                                |
| 2016 | Mugello | Brad Binder                             | Johann Zarco                            | Jorge Lorenzo                           | Detalhes                                |
| 2015 | Mugello | Miguel Oliveira                         | Esteve Rabat                            | Jorge Lorenzo                           | Detalhes                                |
| 2014 | Mugello | Romano Fenati                           | Esteve Rabat                            | Marc Márquez                            | Detalhes                                |
| 2013 | Mugello | Luis Salom                              | Scott Redding                           | Jorge Lorenzo                           | Detalhes                                |
| 2012 | Mugello | Maverick Viñales                        | Andrea Iannone                          | Jorge Lorenzo                           | Detalhes                                |
| Ano  | Pista   | 125 cc                                  | Moto2                                   | MotoGP                                  | Resumo                                  |
| 2011 | Mugello | Nicolás Terol                           | Marc Márquez                            | Jorge Lorenzo                           | Detalhes                                |
| 2010 | Mugello | Marc Márquez                            | Andrea Iannone                          | Dani Pedrosa                            | Detalhes                                |
| Ano  | Pista   | 125 cc                                  | 250 cc                                  | MotoGP                                  | Resumo                                  |
| 2009 | Mugello | Bradley Smith                           | Mattia Pasini                           | Casey Stoner                            | Detalhes                                |
| 2008 | Mugello | Simone Corsi                            | Marco Simoncelli                        | Valentino Rossi                         | Detalhes                                |
| 2007 | Mugello | Hector Faubel                           | Alvaro Bautista                         | Valentino Rossi                         | Detalhes                                |
| 2006 | Mugello | Mattia Pasini                           | Jorge Lorenzo                           | Valentino Rossi                         | Detalhes                                |
| 2005 | Mugello | Gabor Talmacsi                          | Daniel Pedrosa                          | Valentino Rossi                         | Detalhes                                |
| 2004 | Mugello | Roberto Locatelli                       | Sebastian Porto                         | Valentino Rossi                         | Detalhes                                |
| 2003 | Mugello | Lucio Cecchinello                       | Manuel Poggiali                         | Valentino Rossi                         | Detalhes                                |
| 2002 | Mugello | Manuel Poggiali                         | Marco Melandri                          | Valentino Rossi                         | Detalhes                                |
| Ano  | Pista   | 125 cc                                  | 250 cc                                  | 500 cc                                  | Resumo                                  |
| 2001 | Mugello | Noboru Ueda                             | Tetsuya Harada                          | Alex Barros                             | Detalhes                                |
| 2000 | Mugello | Roberto Locatelli                       | Shinya Nakano                           | Loris Capirossi                         | Detalhes                                |
| 1999 | Mugello | Roberto Locatelli                       | Valentino Rossi                         | Álex Crivillé                           | Detalhes                                |
| 1998 | Mugello | Tomomi Manako                           | Marcellino Lucchi                       | Michael Doohan                          | Detalhes                                |
| 1997 | Mugello | Valentino Rossi                         | Max Biaggi                              | Michael Doohan                          | Detalhes                                |
| 1996 | Mugello | Peter Öttl                              | Max Biaggi                              | Michael Doohan                          | Detalhes                                |
| 1995 | Mugello | Haruchika Aoki                          | Max Biaggi                              | Michael Doohan                          | Detalhes                                |
| 1994 | Mugello | Noboru Ueda                             | Ralf Waldmann                           | Michael Doohan                          | Detalhes                                |
| 1993 | Misano  | Dirk Raudies                            | Jean-Philippe Ruggia                    | Luca Cadalora                           | Detalhes                                |
| 1992 | Mugello | Ezio Gianola                            | Luca Cadalora                           | Kevin Schwantz                          | Detalhes                                |
| 1991 | Misano  | Fausto Gresini                          | Luca Cadalora                           | Michael Doohan                          | Detalhes                                |

## Vencedores do Grande Prémio das Nações
| Ano  | Pista  | 125 cc         | 250 cc        | 500 cc       |
| ---- | ------ | -------------- | ------------- | ------------ |
| 1990 | Misano | Jorge Martínez | John Kocinski | Wayne Rainey |

| Ano  | Pista   | 80 cc              | 125 cc             | 250 cc           | 500 cc               |
| ---- | ------- | ------------------ | ------------------ | ---------------- | -------------------- |
| 1989 | Misano  |                    | Ezio Gianola       | Sito Pons        | Pier-Francesco Chili |
| 1988 | Imola   | Jorge Martínez     | Jorge Martínez     | Dominique Sarron | Eddie Lawson         |
| 1987 | Monza   | Jorge Martínez     | Fausto Gresini     | Anton Mang       | Wayne Gardner        |
| 1986 | Monza   | Stefan Dörflinger  | Fausto Gresini     | Anton Mang       | Eddie Lawson         |
| 1985 | Mugello | Jorge Martínez     | Pier Paolo Bianchi | Freddie Spencer  | Freddie Spencer      |
| 1984 | Misano  | Pier Paolo Bianchi | Ángel Nieto        | Fausto Ricci     | Freddie Spencer      |
| Ano  | Pista   | 50 cc              | 125 cc             | 250 cc           | 500 cc               |
| 1983 | Monza   | Stefan Dörflinger  | Ángel Nieto        | Carlos Lavado    | Freddie Spencer      |

| Ano  | Pista   | 50 cc                | 125 cc             | 250 cc            | 350 cc             | 500 cc            |
| ---- | ------- | -------------------- | ------------------ | ----------------- | ------------------ | ----------------- |
| 1982 | Misano  | Eugenio Lazzarini    | Ángel Nieto        | Anton Mang        | Didier de Radiguès | Franco Uncini     |
| 1981 | Monza   | Ricardo Tormo        | Guy Bertin         | Eric Saul         | Jon Ekerold        | Kenny Roberts     |
| 1980 | Misano  | Eugenio Lazzarini    | Pier Paolo Bianchi | Anton Mang        | Johnny Cecotto     | Kenny Roberts     |
| 1979 | Imola   | Eugenio Lazzarini    | Ángel Nieto        | Kork Ballington   | Gregg Hansford     | Kenny Roberts     |
| 1978 | Mugello | Ricardo Tormo        | Eugenio Lazzarini  | Kork Ballington   | Kork Ballington    | Kenny Roberts     |
| 1977 | Imola   | Eugenio Lazzarini    | Pier Paolo Bianchi | Franco Uncini     | Alan North         | Barry Sheene      |
| 1976 | Mugello | Ángel Nieto          | Pier Paolo Bianchi | Walter Villa      | Johnny Cecotto     | Barry Sheene      |
| 1975 | Imola   | Ángel Nieto          | Paolo Pileri       | Walter Villa      | Johnny Cecotto     | Giacomo Agostini  |
| 1974 | Imola   | Henk van Kessel      | Ángel Nieto        | Walter Villa      | Giacomo Agostini   | Franco Bonera     |
| 1973 | Monza   | Jan de Vries         | Kent Andersson     | corrida cancelada | Giacomo Agostini   | corrida cancelada |
| 1972 | Imola   | Jan de Vries         | Ángel Nieto        | Renzo Pasolini    | Giacomo Agostini   | Giacomo Agostini  |
| 1971 | Monza   | Jan de Vries         | Gilberto Parlotti  | Gyula Marsovszky  | Jarno Saarinen     | Alberto Pagani    |
| 1970 | Monza   | Jan de Vries         | Ángel Nieto        | Rod Gould         | Giacomo Agostini   | Giacomo Agostini  |
| 1969 | Imola   | Paul Lodewijkx       | Dave Simmonds      | Phil Read         | Phil Read          | Alberto Pagani    |
| 1968 | Monza   |                      | Bill Ivy           | Phil Read         | Giacomo Agostini   | Giacomo Agostini  |
| 1967 | Monza   |                      | Bill Ivy           | Phil Read         | Ralph Bryans       | Giacomo Agostini  |
| 1966 | Monza   | Hans Georg Anscheidt | Luigi Taveri       | Mike Hailwood     | Giacomo Agostini   | Giacomo Agostini  |
| 1965 | Monza   |                      | Hugh Anderson      | Tarquinio Provini | Giacomo Agostini   | Mike Hailwood     |
| 1964 | Monza   |                      | Luigi Taveri       | Phil Read         | Jim Redman         | Mike Hailwood     |
| 1963 | Monza   |                      | Luigi Taveri       | Tarquinio Provini | Jim Redman         | Mike Hailwood     |
| 1962 | Monza   | Hans Georg Anscheidt | Teisuke Tanaka     | Jim Redman        | Jim Redman         | Mike Hailwood     |
| Ano  | Pista   |                      | 125cc              | 250cc             | 350cc              | 500cc             |
| 1961 | Monza   |                      | Ernst Degner       | Jim Redman        | Gary Hocking       | Mike Hailwood     |
| 1960 | Monza   |                      | Carlo Ubbiali      | Carlo Ubbiali     | Gary Hocking       | John Surtees      |
| 1959 | Monza   |                      | Ernst Degner       | Carlo Ubbiali     | John Surtees       | John Surtees      |
| 1958 | Monza   |                      | Bruno Spaggiari    | Emilio Mendogni   | John Surtees       | John Surtees      |
| 1957 | Monza   |                      | Carlo Ubbiali      | Tarquinio Provini | Bob McIntyre       | Libero Liberati   |
| 1956 | Monza   |                      | Carlo Ubbiali      | Carlo Ubbiali     | Libero Liberati    | Geoff Duke        |
| 1955 | Monza   |                      | Carlo Ubbiali      | Carlo Ubbiali     | Dickie Dale        | Umberto Masetti   |
| 1954 | Monza   |                      | Guido Sala         | Arthur Wheeler    | Fergus Anderson    | Geoff Duke        |
| 1953 | Monza   |                      | Werner Haas        | Enrico Lorenzetti | Enrico Lorenzetti  | Geoff Duke        |
| 1952 | Monza   |                      | Emilio Mendogni    | Enrico Lorenzetti | Ray Amm            | Leslie Graham     |
| 1951 | Monza   |                      | Carlo Ubbiali      | Enrico Lorenzetti | Geoff Duke         | Alfredo Milani    |
| 1950 | Monza   |                      | Gianni Leoni       | Dario Ambrosini   | Geoff Duke         | Geoff Duke        |
| 1949 | Monza   |                      | Gianni Leoni       | Dario Ambrosini   |                    | Nello Pagani      |

1. 1 2  A corrida de 250cc foi interrompida no seguimento de um acidente na primeira volta que resultou nas mortes de Jarno Saarinen e Renzo Pasolini. Os restantes provas acabaram canceladas.

## Vitórias por pilotos
| # Vit | País                 | Vitórias  | Vitórias                                 |
| # Vit | País                 | Categoria | Anos vitórias                            |
| ----- | -------------------- | --------- | ---------------------------------------- |
| 13    | Giacomo Agostini     | 500cc     | 1966, 1967, 1968, 1970, 1972, 1975       |
| 13    | Giacomo Agostini     | 350cc     | 1965, 1966, 1968, 1970, 1972, 1973, 1974 |
| 9     | Carlo Ubbiali        | 250cc     | 1955, 1956, 1959, 1960                   |
| 9     | Carlo Ubbiali        | 125cc     | 1951, 1955, 1956, 1957, 1960             |
| 9     | Ángel Nieto          | 125cc     | 1970, 1972, 1974, 1979, 1982, 1983, 1984 |
| 9     | Ángel Nieto          | 50cc      | 1975, 1976                               |
| 9     | Valentino Rossi      | MotoGP    | 2002, 2003, 2004, 2005, 2006, 2007, 2008 |
| 9     | Valentino Rossi      | 250cc     | 1999                                     |
| 9     | Valentino Rossi      | 125cc     | 1997                                     |
| 7     | Jorge Lorenzo        | MotoGP    | 2011, 2012, 2013, 2015, 2016, 2018       |
| 7     | Jorge Lorenzo        | 250cc     | 2006                                     |
| 6     | Geoff Duke           | 500cc     | 1950, 1953, 1954, 1956                   |
| 6     | Geoff Duke           | 350cc     | 1950, 1951                               |
| 6     | Mike Hailwood        | 500cc     | 1961, 1962, 1963, 1964, 1965             |
| 6     | Mike Hailwood        | 250cc     | 1966                                     |
| 6     | Jorge Martínez       | 125cc     | 1988, 1990                               |
| 6     | Jorge Martínez       | 80cc      | 1985, 1987, 1988, 1989                   |
| 6     | Mick Doohan          | 500cc     | 1991, 1994, 1995, 1996, 1997, 1998       |
| 5     | John Surtees         | 500cc     | 1958, 1959, 1960                         |
| 5     | John Surtees         | 350cc     | 1958, 1959                               |
| 5     | Jim Redman           | 350cc     | 1962, 1963, 1964                         |
| 5     | Jim Redman           | 250cc     | 1961, 1962                               |
| 5     | Phil Read            | 350cc     | 1969                                     |
| 5     | Phil Read            | 250cc     | 1964, 1967, 1968, 1969                   |
| 5     | Pier Paolo Bianchi   | 125cc     | 1976, 1977, 1980, 1985                   |
| 5     | Pier Paolo Bianchi   | 80cc      | 1984                                     |
| 4     | Enrico Lorenzetti    | 350cc     | 1953                                     |
| 4     | Enrico Lorenzetti    | 250cc     | 1951, 1952, 1953                         |
| 4     | Jan de Vries         | 50cc      | 1970, 1971, 1972, 1973                   |
| 4     | Eugenio Lazzarini    | 125cc     | 1978                                     |
| 4     | Eugenio Lazzarini    | 50cc      | 1977, 1979, 1980                         |
| 4     | Kenny Roberts        | 500cc     | 1978, 1979, 1980, 1981                   |
| 4     | Freddie Spencer      | 500cc     | 1983, 1984, 1985                         |
| 4     | Freddie Spencer      | 350cc     | 1985                                     |
| 4     | Anton Mang           | 250cc     | 1980, 1982, 1986, 1987                   |
| 3     | Tarquinio Provini    | 250cc     | 1957, 1963, 1965                         |
| 3     | Luigi Taveri         | 125cc     | 1963, 1964, 1966                         |
| 3     | Walter Villa         | 250cc     | 1974, 1975, 1976                         |
| 3     | Kork Ballington      | 350cc     | 1978                                     |
| 3     | Kork Ballington      | 250cc     | 1978, 1979                               |
| 3     | Johnny Cecotto       | 350cc     | 1975, 1976, 1980                         |
| 3     | Stefan Dörflinger    | 80cc      | 1986                                     |
| 3     | Stefan Dörflinger    | 50cc      | 1982, 1983                               |
| 3     | Fausto Gresini       | 125cc     | 1986, 1987, 1991                         |
| 3     | Luca Cadalora        | 500cc     | 1993                                     |
| 3     | Luca Cadalora        | 250cc     | 1991, 1992                               |
| 3     | Max Biaggi           | 250cc     | 1995, 1996, 1997                         |
| 3     | Roberto Locatelli    | 125cc     | 1999, 2000, 2004                         |
| 3     | Marc Márquez         | MotoGP    | 2014                                     |
| 3     | Marc Márquez         | Moto2     | 2011                                     |
| 3     | Marc Márquez         | 125cc     | 2010                                     |
| 3     | Mattia Pasini        | Moto2     | 2017                                     |
| 3     | Mattia Pasini        | 250cc     | 2009                                     |
| 3     | Mattia Pasini        | 125cc     | 2006                                     |
| 3     | Francesco Bagnaia    | MotoGP    | 2022, 2023, 2024                         |
| 2     | Dario Ambrosini      | 250cc     | 1949, 1950                               |
| 2     | Gianni Leoni         | 125cc     | 1949, 1950                               |
| 2     | Libero Liberati      | 500cc     | 1957                                     |
| 2     | Libero Liberati      | 350cc     | 1956                                     |
| 2     | Emilio Mendogni      | 250cc     | 1958                                     |
| 2     | Emilio Mendogni      | 125cc     | 1952                                     |
| 2     | Ernst Degner         | 125cc     | 1959, 1961                               |
| 2     | Gary Hocking         | 350cc     | 1960, 1961                               |
| 2     | Hans Georg Anscheidt | 50cc      | 1962, 1966                               |
| 2     | Bill Ivy             | 125cc     | 1967, 1968                               |
| 2     | Alberto Pagani       | 500cc     | 1969, 1971                               |
| 2     | Barry Sheene         | 500cc     | 1976, 1977                               |
| 2     | Ricardo Tormo        | 50cc      | 1978, 1981                               |
| 2     | Franco Uncini        | 500cc     | 1982                                     |
| 2     | Franco Uncini        | 250cc     | 1977                                     |
| 2     | Eddie Lawson         | 500cc     | 1986, 1988                               |
| 2     | Ezio Gianola         | 125cc     | 1989, 1992                               |
| 2     | Noboru Ueda          | 125cc     | 1994, 2001                               |
| 2     | Manuel Poggiali      | 250cc     | 2003                                     |
| 2     | Manuel Poggiali      | 125cc     | 2002                                     |
| 2     | Dani Pedrosa         | MotoGP    | 2010                                     |
| 2     | Dani Pedrosa         | 250cc     | 2005                                     |
| 2     | Andrea Iannone       | Moto2     | 2010, 2012                               |
| 2     | Esteve Rabat         | Moto2     | 2014, 2015                               |
| 2     | Miguel Oliveira      | Moto2     | 2018                                     |
| 2     | Miguel Oliveira      | Moto3     | 2015                                     |

## Vitórias por construtores
| # Vit | Construtor      | Vitórias  | Vitórias                                                                                       |
| # Vit | Construtor      | Categoria | Anos                                                                                           |
| ----- | --------------- | --------- | ---------------------------------------------------------------------------------------------- |
| 49    | Honda           | MotoGP    | 2002, 2003, 2010, 2014                                                                         |
| 49    | Honda           | 500cc     | 1983, 1984, 1985, 1987, 1989, 1991, 1994, 1995, 1996, 1997, 1998, 1999, 2000, 2001             |
| 49    | Honda           | 350cc     | 1962, 1963, 1964, 1967, 1985, 1986, 1987, 1988                                                 |
| 49    | Honda           | 250cc     | 1961, 1962, 1966, 1989, 1991, 1992, 1994, 1997, 2005                                           |
| 49    | Honda           | Moto3     | 2018, 2019, 2021                                                                               |
| 49    | Honda           | 125cc     | 1962, 1963, 1964, 1966, 1989, 1991, 1992, 1993, 1994, 1995, 1998                               |
| 40    | Yamaha          | MotoGP    | 2004, 2005, 2006, 2007, 2008, 2011, 2012, 2013, 2015, 2016, 2021                               |
| 40    | Yamaha          | 500cc     | 1975, 1978, 1979, 1980, 1981, 1986, 1988, 1990, 1993                                           |
| 40    | Yamaha          | 350cc     | 1969, 1971, 1974, 1975, 1976, 1977, 1980                                                       |
| 40    | Yamaha          | 250cc     | 1964, 1967, 1968, 1969, 1970, 1971, 1983, 1984, 1990, 2000                                     |
| 40    | Yamaha          | 125cc     | 1967, 1968, 1973                                                                               |
| 35    | MV Agusta       | 500cc     | 1952, 1955, 1958, 1959, 1960, 1961, 1962, 1963, 1964, 1965, 1966, 1967, 1968, 1970, 1972, 1974 |
| 35    | MV Agusta       | 350cc     | 1958, 1959, 1960, 1961, 1965, 1966, 1968, 1970, 1972, 1973                                     |
| 35    | MV Agusta       | 250cc     | 1955, 1956, 1959, 1960                                                                         |
| 35    | MV Agusta       | 125cc     | 1954, 1955, 1956, 1957, 1960                                                                   |
| 23    | Aprilia         | 250cc     | 1993, 1995, 1996, 1998, 1999, 2001, 2002, 2003, 2004, 2006, 2007, 2009                         |
| 23    | Aprilia         | 125cc     | 1996, 1997, 1999, 2000, 2003, 2004, 2006, 2007, 2008, 2009, 2011                               |
| 12    | Ducati          | MotoGP    | 2009, 2017, 2018, 2019, 2022, 2023, 2024                                                       |
| 12    | Ducati          | MotoE     | 2023 Corrida 1, 2023 Corrida 2, 2024 Corrida 1, 2024 Corrida 2                                 |
| 12    | Ducati          | 125cc     | 1958                                                                                           |
| 10    | Gilera          | 500cc     | 1949, 1951, 1953, 1954, 1956, 1957                                                             |
| 10    | Gilera          | 350cc     | 1956, 1957                                                                                     |
| 10    | Gilera          | 250cc     | 2008                                                                                           |
| 10    | Gilera          | 125cc     | 2002                                                                                           |
| 10    | Kalex           | Moto2     | 2013, 2014, 2015, 2016, 2017, 2019, 2021, 2022, 2023, 2024                                     |
| 9     | Kreidler        | 50cc      | 1962, 1970, 1971, 1972, 1973, 1975, 1977, 1979, 1982                                           |
| 9     | Derbi           | 125cc     | 1970, 1972, 1974, 1988, 2010                                                                   |
| 9     | Derbi           | 80cc      | 1985, 1987, 1988, 1989                                                                         |
| 8     | Kawasaki        | 350cc     | 1978, 1979, 1981                                                                               |
| 8     | Kawasaki        | 250cc     | 1978, 1979, 1980, 1982                                                                         |
| 8     | Kawasaki        | 125cc     | 1969                                                                                           |
| 8     | KTM             | Moto2     | 2018                                                                                           |
| 8     | KTM             | Moto3     | 2005, 2013, 2014, 2015, 2016, 2017, 2023                                                       |
| 7     | Moto Guzzi      | 350cc     | 1953, 1954, 1955                                                                               |
| 7     | Moto Guzzi      | 250cc     | 1951, 1952, 1953, 1954                                                                         |
| 7     | Morbidelli      | 125cc     | 1971, 1975, 1976, 1977, 1978, 1980, 1985                                                       |
| 6     | Suzuki          | 500cc     | 1976, 1977, 1982, 1992                                                                         |
| 6     | Suzuki          | 125cc     | 1965                                                                                           |
| 6     | Suzuki          | 50cc      | 1966                                                                                           |
| 5     | Garelli         | 125cc     | 1982, 1983, 1984, 1986, 1987                                                                   |
| 4     | Norton          | 500cc     | 1950                                                                                           |
| 4     | Norton          | 350cc     | 1950, 1951, 1952                                                                               |
| 4     | Mondial         | 125cc     | 1949, 1950, 1951                                                                               |
| 4     | Mondial         | 250cc     | 1957                                                                                           |
| 4     | Harley-Davidson | 250cc     | 1974, 1975, 1976, 1977                                                                         |
| 3     | Morini          | 250cc     | 1958, 1963                                                                                     |
| 3     | Morini          | 125cc     | 1952                                                                                           |
| 3     | Benelli         | 250cc     | 1949, 1950, 1965                                                                               |
| 3     | Bultaco         | 50cc      | 1976, 1978, 1981                                                                               |
| 2     | MZ              | 125cc     | 1959, 1961                                                                                     |
| 2     | Linto           | 500cc     | 1969, 1971                                                                                     |
| 2     | Chevallier      | 350cc     | 1982                                                                                           |
| 2     | Chevallier      | 250cc     | 1981                                                                                           |
| 2     | Krauser         | 80cc      | 1986                                                                                           |
| 2     | Krauser         | 50cc      | 1983                                                                                           |
| 2     | Speed Up        | Moto2     | 2010, 2012                                                                                     |